# Bezzina nigrapex
Bezzina nigrapex är en tvåvingeart som först beskrevs av Munro 1937.  Bezzina nigrapex ingår i släktet Bezzina och familjen borrflugor. Inga underarter finns listade.